# Campionati europei di canoa/kayak sprint 1997
I Campionati europei di canoa/kayak sprint 1997 sono stati la 11ª edizione della manifestazione. Si sono svolti a Plovdiv, in Bulgaria. È stata la prima edizione dopo un'assenza dei campionati di 30 anni.

## Medagliere
| Pos.   | Paese       | Oro | Argento | Bronzo | Totale |
| ------ | ----------- | --- | ------- | ------ | ------ |
| 1      | Ungheria    | 9   | 6       | 3      | 18     |
| 2      | Italia      | 5   | 0       | 3      | 8      |
| 3      | Polonia     | 3   | 5       | 4      | 12     |
| 4      | Romania     | 3   | 4       | 3      | 10     |
| 5      | Russia      | 2   | 1       | 3      | 6      |
| 6      | Spagna      | 1   | 2       | 1      | 4      |
| 7      | Slovacchia  | 1   | 2       | 0      | 3      |
| 8      | Bulgaria    | 1   | 1       | 3      | 5      |
| 9      | Rep. Ceca   | 1   | 1       | 1      | 3      |
| 10     | Austria     | 0   | 2       | 1      | 3      |
| 11     | Norvegia    | 0   | 1       | 0      | 1      |
| 11     | Bielorussia | 0   | 1       | 0      | 1      |
| 13     | Germania    | 0   | 0       | 2      | 1      |
| 14     | Ucraina     | 0   | 0       | 1      | 1      |
| 14     | Svizzera    | 0   | 0       | 1      | 1      |
| Totale | Totale      | 26  | 26      | 26     | 78     |

## Podi

### Uomini
| Evento    | Oro                                                                             | Tempo    | Argento                                                                 | Tempo    | Bronzo                                                                    | Tempo    |
| Canoa     |                                                                                 |          |                                                                         |          |                                                                           |          |
| C1 200 m  | Slavomír Kňazovický                                                             | 40"118   | Alexander Masseikov                                                     | 40"658   | Michał Śliwiński                                                          | 40"963   |
| C1 500 m  | Nikolaj Buhalov                                                                 | 1'55"487 | Martin Doktor                                                           | 1'56"217 | György Kolonics                                                           | 1'56"662 |
| C1 1000 m | Martin Doktor                                                                   | 3'58"143 | Nikolaj Buhalov                                                         | 3'59"818 | Patrick Schulze                                                           | 4'00"733 |
| C2 200 m  | Russia Vladimir Ladocha Pavel Konovalov                                         | 35"998   | Ungheria Miklós Buzál Attila Végh                                       | 36"328   | Bulgaria Stanimir Atanasov Dimitar Atanasov                               | 36"563   |
| C2 500 m  | Polonia Daniel Jędraszko Paweł Baraszkiewicz                                    | 1'48"658 | Ungheria György Kolonics Csaba Horváth                                  | 1'49"442 | Russia Vladimir Ladocha Pavel Konovalov                                   | 1'50"937 |
| C2 1000 m | Ungheria György Kolonics Csaba Horváth                                          | 3'36"195 | Romania Marcel Glǎvan Antonel Borşan                                    | 3'38"120 | Germania Stefan Uteß Lars Kober                                           | 3'38"385 |
| C4 200 m  | Russia Vladimir Ladocha Pavel Konovalov Vladislav Polzounov Aleksandr Kostoglod | 33"528   | Slovacchia Peter Páleš Slavomír Kňazovický Juraj Filip Csaba Orosz      | 33"973   | Rep. Ceca Pavel Bednar Petr Procházka Petr Fuksa Tomáš Křivánek           | 34"013   |
| C4 500 m  | Ungheria Csaba Hüttner Csaba Horváth László Szuszkó Béla Belicza                | 1'35"654 | Romania Florin Popescu Cosmin Pasca Antonel Borşan Marcel Glǎvan        | 1'37"063 | Bulgaria Rumen Nikolov Georgi Nikolov Martin Marinov Blagovest Stojanov   | 1'37"588 |
| C4 1000 m | Romania Florin Popescu Cosmin Pasca Antonel Borşan Marcel Glǎvan                | 3'15"911 | Ungheria László Szuszkó Csaba Hüttner Gábor Fürdök Gábor Balgovits      | 3'17"191 | Polonia Piotr Midloch Daniel Jędraszko Paweł Midloch Paweł Baraszkiewicz  | 3'18"511 |
| Kayak     |                                                                                 |          |                                                                         |          |                                                                           |          |
| K1 200 m  | Vince Fehérvári                                                                 | 34"973   | Grzegorz Kotowicz                                                       | 35"818   | Ezio Caldognetto                                                          | 36"183   |
| K1 500 m  | Botond Storcz                                                                   |          | Grzegorz Kotowicz                                                       |          | Geza Magyar                                                               |          |
| K1 1000 m | Botond Storcz                                                                   | 3'30"380 | Knut Holmann                                                            | 3'30"535 | Beniamino Bonomi                                                          | 3'35"605 |
| K2 200 m  | Ungheria Róbert Hegedűs Vince Fehérvári                                         | 32"058   | Romania Romică Şerban Florin Scoica                                     | 32"628   | Polonia Maciej Freimut Adam Wysocki                                       | 32"743   |
| K2 500 m  | Italia Luca Negri Beniamino Bonomi                                              | 1'32"699 | Polonia Maciej Freimut Adam Wysocki                                     | 1'33"449 | Ungheria Róbert Hegedűs Péter Almási                                      | 1'33"654 |
| K2 1000 m | Italia Luca Negri Antonio Rossi                                                 | 3'11"546 | Polonia Dariusz Białkowski Grzegorz Kotowicz                            | 3'12"091 | Bulgaria Milko Kazanov Adrian Dushev                                      | 3'13"751 |
| K4 200 m  | Ungheria Gyula Kajner Vince Fehérvári Zoltán Páger István Beé                   | 29"023   | Russia Anatoli Tischenko Oleg Gorobii Sergei Verlin Alexander Ivanik    | 29"213   | Polonia Piotr Markiewicz Grzegorz Kotowicz Adam Wysocki Marek Witkowski   | 29"473   |
| K4 500 m  | Ungheria Róbert Hegedűs Zoltán Kammerer Ákos Vereckei Botond Storcz             | 1'23"244 | Polonia Mariusz Wieczorek Grzegorz Andziak Paweł Łakomy Piotr Olszewski | 1'23"619 | Russia Sergej Verlin Alexander Ivanik Oleg Gorobii Anatoli Tischenko      | 1'24"414 |
| K4 1000 m | Ungheria Zoltán Kammerer Péter Almási Zsombor Borhi Róbert Hegedűs              | 2'54"848 | Slovacchia Martin Hlusko Michal Riszdorfer Zsolt Bogdany Juraj Bača     | 2'55"888 | Polonia Piotr Markiewicz Adam Seroczyński Marek Witkowski Grzegorz Kaleta | 2'56"043 |

### Donne
| Evento    | Oro                                                        | Tempo    | Argento                                                               | Tempo    | Bronzo                                                                      | Tempo    |
| Kayak     |                                                            |          |                                                                       |          |                                                                             |          |
| K1 200 m  | Josefa Idem                                                | 41"018   | Ursula Profanter                                                      | 41"502   | Ingrid Haralamow-Raimann                                                    | 41"692   |
| K1 500 m  | Josefa Idem                                                | 1'57"877 | Szilvia Mednyánszky                                                   | 1'58"692 | Ursula Profanter                                                            | 1'58"827 |
| K1 1000 m | Josefa Idem                                                | 3'58"519 | Ursula Profanter                                                      | 3'59"373 | Kinga Bóta                                                                  | 4'03"183 |
| K2 200 m  | Polonia Elżbieta Urbańczyk Izabela Dylewska-Światowiak     | 37"228   | Spagna Izaskun Aramburu Beatriz Manchón                               | 37"323   | Romania Mariana Limbău Raluca Ioniță                                        | 37"923   |
| K2 500 m  | Spagna Izaskun Aramburu Beatriz Manchón                    | 1'50"347 | Romania Sanda Toma Mariana Limbău                                     | 1'50"372 | Italia Josefa Idem Rosetta Ravetta                                          | 1'50"832 |
| K2 1000 m | Polonia Elżbieta Urbańczyk Izabela Dylewska-Światowiak     | 3'38"860 | Ungheria Andrea Barocsi Katalin Kovács                                | 3'39"664 | Romania Sanda Toma Mariana Limbău                                           | 3'40"989 |
| K4 200 m  | Romania Raluca Ioniță Sanda Toma Elena Radu Mariana Limbău | 33"778   | Spagna Beatriz Manchón Ana María Penas Izaskun Aramburu Belen Sanchez | 33"888   | Russia Natalia Goulii Elena Tissina Tatiana Tischenko Larissa Peisakhovitch | 34"428   |
| K4 500 m  | Romania Raluca Ioniță Sanda Toma Elena Radu Mariana Limbău | 1'34"964 | Ungheria Katalin Kovács Andrea Barocsi Szilvia Szabó Kinga Dékány     | 1'36"363 | Spagna Beatriz Manchón Ana María Penas Izaskun Aramburu Belen Sanchez       | 1'36"998 |